# Sant Miquel d'Isòvol
Sant Miquel d'Isòvol és una església del municipi d'Isòvol (Cerdanya) protegida com a bé cultural d'interès local.

## Descripció
Església parroquial de Sant Miquel és una construcció neoromànica que consta d'una sola nau, amb absis a l'est i porta orientada a migdia. El campanar ha estat refet diverses vegades, la darrera de les quals a principis del segle XXI. Malgrat tot, conserva l'orientació i les dimensions de l'edifici romànic. Els carreus són quadrats i ben escairats de pedra local amb incursions de blocs de marbre d'Isòvol de color rosat. A la paret de migdia a l'extrem de ponent es conserva un fragment de paret que sembla pertànyer a una antiga construcció, tal com sembla indicar la seva factura diferent.
La capçalera presenta un absis semicircular que té adossada a la part nord una petita absidiola. La façana de migdia presenta una porta d'arc de mig punt i dues finestres també de mig punt estretes que reprodueixen la façana d'un edifici romànic autèntic. El campanar de planta quadrada presenta una factura diferent de l'església amb carreus més petits, és de planta quadrada coronat, recentment, amb llosat a quatre vessants.

## Història
A l'actual emplaçament de l'església de Sant Miquel d'Isòvol n'hi havia hagut una altra de romànica, també sota l'advocació de Sant Miquel. La parròquia d'Isòvol no apareix esmentada a l'acta de consagració de la Seu d'Urgell i no se'n tenen notícies fins a finals del segle xiii.
L'any 1290 Ramon Pere, rector de Sant Miquel d'Isòvol va arrendar per dos anys la parròquia a Pere Alrana, prevere. En aquest document es comprova que la propera església de Sant Miquel de Sansor era sufragània de la parròquia d'Isòvol. Aquesta va ser una de les esglésies visitades pels delegats de l'arquebisbe de Tarragona entre el 1312 i el 1314. Potser en un principi Isòvol havia depès de la parròquia d'Alf. En desaparèixer Sant Miquel de Sansor, els feligresos d'aquest nucli acudien a missa a Isòvol travessant el Segre per una palanca.